# Arnold Bax

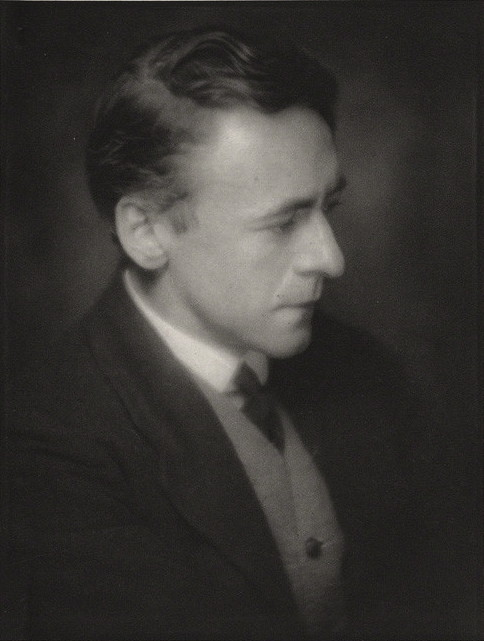
Arnold Bax omstreeks 1922

Sir Arnold Edward Trevor Bax (Streatham (Londen), 8 november 1883 – Cork (Ierland), 3 oktober 1953) was een Engelse componist, pianist en dichter, die afstamde van een Nederlander die zich in de zestiende eeuw in Engeland had gevestigd.  
Hij omschreef zichzelf als een romanticus. Binnen de renaissance van de nationale Engelse muziek aan het begin van de 20e eeuw behoorde Bax tot de generatie tussen de oude school van Edward Elgar en de moderne van Arthur Bliss en William Walton. Bax werd in 1937 geridderd. Hij was van 1942 tot 1952 Master of the Queen's Music. Verder behoorde hij tot de Koninklijke Orde van Victoria.

## Levensloop

### Jeugd en opleiding
Bax kwam uit een welgestelde familie. Zijn grootvader had een fortuin verdiend met het produceren van regenjassen. Op 13-jarige leeftijd studeerde hij piano, muziektheorie en compositie aan het Hampstead-conservatorium. Aansluitend ging hij in 1900 naar de Royal Academy of Music in Londen, waar hij piano studeerde bij Tobias Matthay en compositie bij Frederick Corder. Een studiereis naar Dresden en een diepgaande studie van de werken van Franz Liszt en Richard Wagner legden de basis voor invloeden van de Duitse late romantiek.

### Inspiratie Ierland
De lectuur van werken van de dichter W.B. Yeats en een reis naar Ierland legden rond 1902 de basis voor de interesse voor de Keltisch-Ierse cultuur met haar legendenwereld. Tijdens zijn lang durende verblijven in Ierland nam hij overigens om nooit opgehelderde redenen een alias aan en publiceerde hij onder het pseudoniem Dermot O'Byrne gedichten en korte verhalen. Hij reisde ook naar Rusland en ging graag naar het westen van Schotland.

### Naoorlogse desillusie
De Eerste Wereldoorlog dreef Bax terug naar Engeland, waar hij zich steeds meer terugtrok in zijn privésfeer. Omdat hij financieel onafhankelijk was, kon hij een leven als vrij componist leiden. Af en toe was hij werkzaam als dirigent.

### Orkestwerken
Het symfonische werk van Bax bestaat uit een aantal symfonische gedichten, c.q. toongedichten, waarin een romantische natuurbeleving en Keltische ideeën tot impressionistische stemmingsbeelden versmelten in een Wagneriaanse Tristanachtige tonaliteit: The Garden of Fand (1916), November Woods (1917) en Tintagel (1919) behoren tot de bekendste van deze programmawerken. In de jaren 1921-1939 ontstonden ook zeven groot-bezette symfonieën, waarin het programmatisch-rapsodische element binnen de klassieke sonatevorm vrijwel geheel terugtreedt.

### Pianomuziek
Bax was een begaafd pianist, die het à-vuespel beheerste maar bijna nooit als pianist bij concerten optrad. In zijn pianowerken zijn buitenmuzikale indrukken te herkennen, bijvoorbeeld opgedaan tijdens een reis door Rusland.

### Het laatste werk
Zijn laatste compositie was een kroningsmars voor de kroning van Koningin Elizabeth II.

## Composities

### Werken voor orkest

#### Symfonieën
- 1907 Symfonie in F mineur en majeur, niet georkestreerd
- 1922 Symfonie nr. 1 in Es groot
  1. Allegro moderato e feroce
  2. Lento solenne
  3. Allegro maestoso - Allegro vivace ma non troppo presto - Tempo di marcia trionfale
- 1926 Symfonie nr. 2 in e klein/C groot
  1. Molto moderato - Allegro moderato
  2. Andante
  3. Poco largamente - Allegro feroce - Molto largamente
- 1929 Symfonie nr. 3
  1. Lento moderato-Allegro moderato-Allegro feroce-Lento moderato-Allegro moderato-Piu lento-Allegro
  2. Lento
  3. Moderato-Epilogue: Poco lento
- 1931 Symfonie nr. 4
- 1932 Symfonie nr. 5 in cis klein
  1. Poco lento - Allegro con fuoco
  2. Poco lento
  3. Poco moderato
- 1935 Symfonie nr. 6 in C groot
  1. Moderato - Allegro con fuoco
  2. Lento molto espressivo
  3. Introduction ? Scherzo and Trio: (Allegro vivace - Andante semplice) ? Epilogue: Lento
- 1939 Symfonie nr. 7 in As groot
  1. Allegro
  2. Lento - In Legendary Mood (Piu mosso) - Tempo I
  3. Theme and Variations (Allegro - Andante - Vivace - Epilogue

#### Symfonische gedichten, c.q. toongedichten
- 1905 Cathaleen-ni-Hoolihan
- 1908 Into The Twilight
- 1909 In The Faery Hills
- 1910 Rosc-catha
- 1912 rev.1921 Christmas Eve
- 1912 ork.1915 rev.1935 Nympholept
- 1913 Irish Landscape
- 1913 ork.1916 The Garden of Fand
- 1913 Spring Fire
- 1916 In Memoriam
- 1917 November Woods
- 1917 ork.1919 Tintagel
- 1917 ork.1921 rev.1932 Summer Music
- 1922 The Happy Forest
- 1931 The Tale the Pine Trees Knew
- 1927 Northern Ballad No. 1
- 1934 Northern Ballad No. 2
- 1927 ork. 1933 Prelude for a Solemn Occasion (Northern Ballad No. 3)
- 1944 A Legend

#### Ouvertures
- 1911 rev.1918 Festival Overture
- 1926 Romantic Overture
- 1927 Overture, Elegy and Rondo
- 1930 Overture to a Picaresque Comedy
- 1936 Rogue's Comedy Overture
- 1936 Overture to Adventure
- 1943 Overture: Work in Progress

#### Concerten voor instrument(en) met orkest
- 1918 Symphonic Variations, voor piano en orkest
- 1920 Fantasie voor altviool en orkest
- 1930 Winter Legends, voor piano en orkest
- 1932 Concerto, voor cello en orkest
- 1938 Concerto, voor viool en orkest
- 1939 Concertino, voor piano en orkest
- 1946 Morning song, voor piano en orkest
- 1949 Concertante voor drie blaasinstrumenten en orkest, voor drie solo instrumenten en orkest
- 1949 Concertante voor piano (linkerhand) en orkest
- 1949 Variations on the name Gabriel Fauré, voor harp en strijkorkest

#### Andere orkestwerken
- 1904 Variations for Orchestra (Improvisations)
- 1905 A Song of War & Victory
- 1908 ork.1984 On the Sea Shore
- 1912 Dance of Wild Irravel
- 1912-1913 Four Orchestral Pieces
- 1913 rev.1928 Three Pieces, voor klein orkest
- 1917 rev.1933 Symphonic Scherzo
- 1919 Russian Suite
- 1922 Mediterranean
- 1925 Cortège
- 1928 Three Pieces
- 1932 Sinfonietta
- 1932 Saga Fragment
- 1937 London Pageant
- 1938 Paean
- 1943 Salute to Sydney (Fanfare)
- 1943 Work in Progress (Overture)
- 1945 Victory March
- 1945 The Golden Eagle (Incidental Music)
- 1947 Two Royal Wedding Fanfares
- 1952 Coronation March

### Werken voor koren
- 1907 rev.1934 Fatherland, voor tenor solo en gemengd koor - tekst: Runeberg, vertaling: C. Bax
- 1909 A Christmas Carol, voor gemengd koor
- 1910 Enchanted Summer, voor twee sopranen solo en gemengd koor - tekst: Shelley
- 1918 Variations sur «Cadet Rousselle»
- 1920 Of a rose I sing a song, voor gemengd koor, harp, cello en contrabas
- 1921 Now is the Time of Christymas, voor tenor, bas, dwarsfluit en piano
- 1921 Mater ora filium, voor achtstemmig gemengd koor (SSAATTBB)
- 1922 This worldes joie, voor gemengd koor
- 1923 The Boar’s Head, voor mannenkoor
- 1923 I sing of a maiden that is makeless, voor vijfstemmig gemengd koor (SAATB)
- 1924 To the name above every name, voor sopraan solo en gemengd koor - tekst: Richard Crashaw
- 1924 St Patrick’s Breastplate, voor gemengd koor
- 1926 Walsinghame, voor tenor en obligato sopraan - tekst: Raleigh
- 1930 Lord, Thou hast told us, hymne voor gemengd koor - tekst: Washbourne
- 1935 The morning watch, voor gemengd koor - tekst: Vaughan
- 1942 5 Fantasies on Polish Christmas Carols, voor unisono koor - vertaling: Śliwiński
- 1942 Five Greek folk songs, voor gemengd koor - vertaling: Michel-Dmitri Calvocoressi
- 1944 To Russia, voor bariton solo en gemengd koor - tekst: Masefield
- 1945 Gloria, voor gemengd koor
- 1945 Nunc Dimittis, voor gemengd koor
- 1945 Te Deum, voor gemengd koor
- 1947 Epithalamium, voor gemengd unisono koor - tekst: Spenser
- 1948 Magnificat, voor gemengd koor
- 1951 Happy Birthday to you, voor gemengd koor - tekst: Hill
- 1953 What is it like to be young and fair?, voor vijfstemmig gemengd koor (SSAAT) - tekst: C. Bax

### Andere vocale muziek

#### Liederen met orkestbegeleiding
- 1911 2 Nocturnes, voor sopraan en orkest
- 1914 3 Songs, voor hoge stem en orkest
- 1914 Song of the Dagger, voor bas en orkest - tekst: Alma Strettel en Carmen Sylva
- 1914 rev.1946 The bard of the Dimbovitza, voor mezzosopraan en orkest - tekst: Alma Strettel en Carmen Sylva
- 1921 Glamour, voor hoge stem en orkest - tekst: O’Byrne
- 1908 ork.1934 A Lyke-Wake, voor hoge stem en orkest
- 1924 ork.1934 Wild Almond, voor hoge stem en orkest - tekst: Trench
- 1934 Eternity, voor hoge stem en orkest - tekst: Robert Herrick

#### Liederen met kamerensemblebegeleiding
- 1909 Aspiration, voor hoge stem, viool, cello en piano - tekst: Dehmel
- 1921 My eyes for beauty pine, voor hoge stem en strijkkwartet - tekst: Bridges
- 1921 O Mistress mine, voor hoge stem en strijkkwartet - tekst: William Shakespeare

#### Liederen met pianobegeleiding
- 1903 The Grand Match - tekst: O'Neill
- 1904 To My Homeland - tekst: Gwynn
- 1904 A Celtic Song Cycle - tekst: Macleod
  1. Eilidh my Fawn
  2. Closing Doors
  3. The Dark Eyes to Mine
  4. A Celtic Lullaby
  5. At the Last
- 1905 When We Are Lost - tekst: Arnold Bax
- 1905 From the Uplands to the Sea - tekst: Morris
- 1905 Leaves, Shadows and Dreams - tekst: Macleod
- 1905 In the Silence of the Woods - tekst: Macleod
- 1905 Green Branches - tekst: Macleod
- 1905 The Fairies - tekst: Allingham
- 1905 Golden Guendolen - tekst: Morris
- 1905 The Song in the Twilight - tekst: Freda Bax
- 1905 Mircath: Viking-Battle-Song - tekst: Macleod
- 1906 A Hushing Song - tekst: Macleod
- 1906 I Fear Thy Kisses Gentle Maiden - tekst: Shelley
- 1906 Ballad: The Twa Corbies - recitatie met piano "Border Minstrelsy"
- 1906 Magnificat - tekst: Sint Lucas 1.46-55
- 1906 The Blessed Damozel - tekst: Dante Gabriel Rossetti

### Kamermuziek
- 1904 Concert Piece, voor altviool en piano
- 1906 Trio in een beweging, voor piano, viool en altviool
- 1908 Kwintet in G
- 1910, rev. 1945 Sonata Nr. 1, voor viool en piano
- 1912 rev.1915/1945 Vier stukken, voor dwarsfluit en piano
- 1915 Legend, voor viool en piano
- 1915 Piano Kwintet in g klein
- 1915 rev.1922 Sonata Nr. 2, voor viool en piano
- 1916 Ballad, voor viool en piano
- 1916 Elegiac Trio, voor dwarsfluit, altviool en harp
- 1916 In Memoriam, sextet voor althobo, harp en strijkkwartet
- 1918 Folk-Tale, voor cello en piano
- 1918 Strijkkwartet Nr. 1 in G groot
- 1919 Kwintet, voor harp en strijkkwartet in een beweging
- 1922 Hobokwintet
- 1922 Sonata, voor altviool en piano
- 1922 Piano kwartet in een beweging
- 1923 Sonata, voor cello en piano
  1. Moderato, Tempo vaccilando
  2. Poco lento
  3. Molto vivace ma non troppo
- 1925 Strijkkwartet Nr. 2

- 1927 Sonata Nr. 3, voor viool en piano
- 1927 Fantasy Sonata, voor altviool en harp
- 1928 Sonata in F, voor viool en piano
- 1928 Sonata, voor dwarsfluit en harp
- 1929 Ballad, voor viool en piano
- 1929 Legend, voor altviool en piano
- 1930 Nonet
- 1933 Sonatina, voor cello en piano
  1. Allegro risoluto
  2. Andante
  3. Moderato
- 1933 Strijkkwintet
- 1934 Octet
- 1934 Sonata, voor klarinet en piano
- 1936 Concerto, voor dwarsfluit, hobo, harp en strijkkwartet
- 1936 Strijkkwartet Nr. 3 in F
- 1936 Threnody and Scherzo, octet in twee bewegingen
- 1943 Legend-Sonata, voor cello en piano
  1. Allegro risoluto
  2. Lento espressivo
  3. Rondo (Allegro)
- 1946 Piano trio in Bes

### Werken voor piano
- 1897-1898 Clavierstücke (Juvenilia)
- 1898 Sonata, op. 1
- 1900 Fantasia, voor twee piano's
- 1900 Sonata in d klein
- 1900 Marcia Trionfale
- 1907 White Peace
- 1910 Concert Valse in Es
- 1910 rev.1917-1920 Sonata Nr. 1
- 1910 rev.1911, 1919/1921 Sonata in fis klein
- 1911 Festival Overture, voor twee piano's
- 1912 Two Russian Tone-Pictures
- 1912 Nympholept
- 1913 Scherzo
- 1913 Toccata
- 1913 From the Mountains of Home
- 1914 The Happy Forest
- 1914 In the Night
- 1915 Apple-blossom-time
- 1915 In a Vodka Shop
- 1915 The maiden with the daffodil
- 1915 A mountain mood
- 1915 The princess's rose garden
- 1915 Sleepy-head
- 1915 Winter Waters
- 1916 Dream in exile
- 1916 Moy Mell, voor twee piano's
- 1916 Nereid
- 1918 On a May Evening

- 1918 A Romance
- 1919 The Slave Girl
- 1919 What the minstrel told us
- 1919 Whirligig
- 1919 rev.1920 Second Sonata
- 1920 Burlesque
- 1920 Ceremonial Dance
- 1920 A Country-Tune
- 1920 A Hill Tune
- 1920 Lullaby
- 1920 Mediterranean
- 1920 Serpent dance
- 1920 Water Music
- 1921 Sonata in Es
- 1926 Sonata Nr. 3
- 1927 Hardanger, voor twee piano's
- 1928 Pæan
- 1928 The Devil that tempted St Anthony, voor twee piano's
- 1928 The Poisoned Fountain, voor twee piano's
- 1929 Sonata, voor twee piano's
- 1931 Red Autumn, voor twee piano's
- 1932 Sonata Nr. 4
- 1935 A Legend
- 1937 Sonata in Bes Salzburg
- 1945 O Dame get up and bake your pies
- 1945 Suite on the Name Gabriel Fauré
- 1947 Four Pieces
- 1948 Two Lyrical Pieces

### Werken voor harp
- 1931 Valse

### Filmmuziek
- 1942 Malta, G. C.
- 1948 Oliver Twist